# Cantón de Saint-Genis-Laval
El cantón de Saint-Genis-Laval era una división administrativa francesa, que estaba situada en el departamento de Ródano y la región de Ródano-Alpes.

## Composición
El cantón estaba formado por cuatro comunas:
- Brignais
- Chaponost
- Saint-Genis-Laval
- Vourles

## Supresión del cantón de Saint-Genis-Laval
En aplicación del Artículo L3611-1 del Código general de las colectividades territoriales francesas, el uno de enero de  2015 una de las comunas del cantón de Saint-Genis-Laval, pasó a formar parte de la Metrópoli de Lyon, y en aplicación del Decreto nº 2014-267 de 27 de febrero de 2014; el 22 de marzo de 2015, las tres comunas que quedaban, pasaron a formar parte del nuevo cantón de Brignais.